# M7 средњи тенк
M7 је био прототип америчког средњег тенка. Замишљен је као замена за тенк M3 Стјуарт. Развој овог тенка је почео у пролеће 1941. Производња експерименталних возила је почела јануара 1942, пошто су завршени први прототипови. До јануара 1943. прототип је прошао тестове, али ово возило није никада масовно произвођено. Тенк M7 је заменио M4 Шерман.

## Корисници
- САД